# Toyonoumi Shinji
Toyonoumi Shinji (豊ノ海 真二, également Shinji Hamada; né le 22 septembre 1965 à Buzen, dans la préfecture de Fukuoka, et mort le 20 novembre 2021) est un lutteur de sumo japonais.

## Biographie
Il fait ses débuts professionnels en mars 1981 et a atteint la première division en novembre 1988. Il était connu par le shikona Takanohama jusqu'en 1990. Son rang le plus élevé était maegashira 1. Il n'a pas raté un seul combat en 19 ans de carrière professionnelle. À sa retraite de la compétition active, il devient un aîné dans l'association japonaise de sumo. Il est resté dans le monde du sumo en tant qu'entraîneur dans son écurie sous le nom d'aîné de Yamahibiki Oyakata, mais il ne louait que le stock d'aîné et il a quitté l'association japonaise de sumo en juin 2002. L'association de sumo a annoncé qu'il était décédé d'une maladie non précisée le 20 novembre 2021, à l'âge de 56 ans,,.